# Speocirolana thermydronis
Speocirolana thermydronis е вид ракообразно от семейство Cirolanidae. Видът е застрашен от изчезване.

## Разпространение
Разпространен е в Мексико.